# Perles-et-Castelet
Perles-et-Castelet ist eine französische Gemeinde mit 219 Einwohnern (Stand 1. Januar 2022) im Département Ariège in der Region Okzitanien. Sie gehört zum Kanton Haute-Ariège und zum Arrondissement Foix.
Nachbargemeinden sind Unac im Nordwesten, Tignac im Norden, Savignac-les-Ormeaux im Osten und Luzenac im Westen.

## Bevölkerungsentwicklung
| Jahr                       | 1962 | 1968 | 1975 | 1982 | 1990 | 1999 | 2008 | 2018 |
| -------------------------- | ---- | ---- | ---- | ---- | ---- | ---- | ---- | ---- |
| Einwohner                  | 188  | 157  | 130  | 119  | 157  | 160  | 187  | 224  |
| Quellen: Cassini und INSEE |      |      |      |      |      |      |      |      |